# Бесник Фетаи
Бесник Фетаи (на албански: Besnik Fetai; на македонска литературна норма: Бесник Фетаи) е политик от Северна Македония.

## Биография
Роден е на 5 февруари 1967 година в тетовското село Боговине. През 1990 година завършва Икономическия факултет на Прищинския университет. През 2000 завършва магистратура по монетарна икономика. От 1992 до 1995 е начело на счетоводството на компания Албулена, а след това и на Фани. От 1997 до 1998 е съветник по икономическите въпроси на кмета на Тетово. От 2000 до 2002 година е министър на икономиката на Република Македония.